# 福万尚子
福万 尚子（ふくまん なおこ、1992年3月3日 - ）は、日本のバドミントン選手。ヨネックス所属。バドミントン日本代表ナショナルAチームに選出されている。

## 選手経歴
小学校3年の時、「SANYOジュニア大東スクール」で練習を始める。
2005年、樟蔭東中学校2年の時、全国中学校大会で団体3位。吉村柚香とのダブルスでも3位。
2006年、中学3年の時、全国中学校大会で団体3位。シングルスで準優勝。
2008年、樟蔭東高校2年の時、全日本ジュニア選手権のシングルスで準優勝。
2009年、高校2年の時、高校選抜大会のシングルスで3位。高校3年の時、大阪インターナショナルチャレンジのダブルスで高岡西高校の高橋沙也加とペアを組み3位。インターハイでシングルス3位。阪口智郁とのダブルスでも3位。
2011年から與猶くるみとペアを組むようになる。
2015年、世界選手権で3位入賞。
2016年、オリンピック選考最終大会のアジア選手権で優勝すれば、リオデジャネイロオリンピック出場が決定するところだったが、決勝で高橋礼華・松友美佐紀に敗れて準優勝に終わり、惜しくも出場を逃した。この大会の準決勝ではインドネシアペアと過去最長の2時間41分を戦い、それに対してアジア連盟から特別賞が贈られた。
2017年にパートナーの與猶と共にヨネックスへ移籍。

## 主な成績

### 国内大会
| 年   | 大会                     | 種目 | 成績 | Name                  |
| ---- | ------------------------ | ---- | ---- | --------------------- |
| 2011 | 日本ランキングサーキット | WD   | 3位  | 福万尚子 / 與猶くるみ |
| 2012 | 日本ランキングサーキット | WD   | 優勝 | 福万尚子 / 與猶くるみ |
| 2013 | 全日本社会人選手権       | WD   | 3位  | 福万尚子 / 與猶くるみ |
| 2014 | 日本ランキングサーキット | WD   | 3位  | 福万尚子 / 城口優里花 |
| 2014 | 全日本社会人選手権       | WD   | 3位  | 福万尚子 / 與猶くるみ |
| 2014 | 全日本総合選手権         | WD   | 優勝 | 福万尚子 / 與猶くるみ |

### 国際大会
| 年   | 大会                                         | 種目 | 成績   | Name                  |
| ---- | -------------------------------------------- | ---- | ------ | --------------------- |
| 2009 | 大阪インターナショナルチャレンジ             | WD   | 3位    | 福万尚子 / 高橋沙也加 |
| 2010 | ロシアオープン                               | WS   | 3位    | 福万尚子              |
| 2010 | ロシアオープン                               | WD   | 3位    | 福万尚子 / 樽野恵     |
| 2011 | ニュージーランドインターナショナルチャレンジ | WD   | 3位    | 福万尚子 / 與猶くるみ |
| 2011 | マレーシアインターナショナルチャレンジ       | WD   | 優勝   | 福万尚子 / 與猶くるみ |
| 2012 | 大阪インターナショナルチャレンジ             | WD   | 準優勝 | 福万尚子 / 與猶くるみ |
| 2012 | モルディブインターナショナルチャレンジ       | WD   | 優勝   | 福万尚子 / 與猶くるみ |
| 2012 | スコットランドインターナショナルチャレンジ   | WD   | 優勝   | 福万尚子 / 與猶くるみ |
| 2014 | シンガポールインターナショナルシリーズ       | WD   | 優勝   | 福万尚子 / 與猶くるみ |
| 2014 | USAインターナショナル                        | WD   | 優勝   | 福万尚子 / 與猶くるみ |
| 2015 | マレーシアマスターズ                         | WD   | 準優勝 | 福万尚子 / 與猶くるみ |
| 2015 | USオープン                                   | WD   | 3位    | 福万尚子 / 與猶くるみ |
| 2015 | 世界選手権                                   | WD   | 3位    | 福万尚子 / 與猶くるみ |
| 2016 | インド・オープン                             | WD   | 準優勝 | 福万尚子 / 與猶くるみ |
| 2016 | アジア選手権                                 | WD   | 準優勝 | 福万尚子 / 與猶くるみ |